# レッドフィールド比

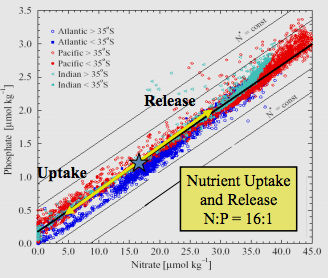
海洋の様々な地域における光合成のためにリン酸と硝酸の摂取関係。リン酸よりも硝酸の方が制限する場合が多いことに注意。

レッドフィールド比（レッドフィールドひ）は、海洋の植物プランクトンや深海全体で確認される炭素、窒素、リンの一貫した原子比である。 
この用語は、アメリカの海洋学者アルフレッド・レッドフィールドにちなんで名付けられたもので、彼は1934年に調査船アトランティス号で数回の航海を経て採取された海洋バイオマス試料中の栄養素の比率が比較的一貫していることを最初に報告し、その比率が C:N:P = 106:16:1 であることを経験的に発見した。植物プランクトンの種や調査水域によっては、標準的な 106:16:1 の比率からの逸脱が見られたが、レッドフィールド比は、栄養塩制限を研究する海洋学者にとって引き続き重要な参考基準である。1970年から2010年までの全主要海洋地域における大量の栄養塩測定データを集約した2014年の論文では、世界のC:N:Pの中央値は163:22:1であると報告されている。 

## 発見
1934年の論文では、アルフレッド・レッドフィールドは大西洋、インド洋、太平洋、バレンツ海の硝酸塩とリン酸塩のデータを分析した。ハーバード大学の生理学者であったレッドフィールドは、調査船アトランティス号の数回の航海に参加し、海洋プランクトン中の炭素(C)、窒素(N)、リン(P)含有量のデータを分析し、早くも1898年に他の研究者に収集されたデータを参照している。 
レッドフィールドは実験データを分析した結果、その3つの海とバレンツ海の全域で、海水のN:P原子比は20:1に近く（後に16:1に修正）、植物プランクトンの平均N:P比に非常に近いことを発見した。 
この現象を説明するために、レッドフィールドは当初、互いに排他的ではない2つの仕組みを提案した。 
I) プランクトンのN:P比は、海水のN:P組成に近くなりがちである。具体的にはNとPの要求量が異なる植物プランクトン種が同一の生息場所で競合し、海水の栄養塩組成を反映するようになる。 
II) 海水とプランクトンの栄養プールの間の平衡は、生物学的フィードバック機構によって維持されている。レッドフィールドは、窒素固定菌と脱窒菌の活動によって、海水中の硝酸塩とリン酸塩の比率が原形質の必要量に近い状態に維持される温度自動調節器のようなシナリオを提案した。当時、「原形質」の組成や植物プランクトンのバルク組成についてはほとんど知られていなかったことを考慮し、レッドフィールドは、そのN:P比がおよそ16:1になる理由を説明しようとはしなかった。 
この比率を初めて発見してから四半世紀近く経った1958年、レッドフィールドは『環境中の化学因子の生物学的制御』という原稿の中で、後者の仕組みに傾いた。プランクトンの窒素とリンの比率は、全世界の海洋中の溶存態硝酸塩とリン酸塩の比率（16:1）と極めて類似することにつながっているとレッドフィールドは提案した。彼は、NとPだけでなく、CとOの循環がどのような相互作用によりこの一致につながるのかを考えた。 

## 説明
レッドフィールドは、深海の化学的性質と海洋表層の植物プランクトンなどの生物の化学的性質が驚くほど一致していることを発見した。どちらも原子比では、N:P比がおよそ16:1である。栄養塩が制限されていない場合、ほとんどの植物プランクトンの元素のC:N:P（モル比）は106:16:1である。レッドフィールドは、広大な海が生物の要求に完全に適した化学的性質を持っていることは、純粋な偶然ではないと考えた。 
化学条件を制御した実験室実験において、植物プランクトンのバイオマスは、環境中の栄養塩濃度がレッドフィールド比を超えてもレッドフィールド比と一致することが確認され、海洋の栄養塩濃度の比に対する生態適応が唯一の支配メカニズムではないことを示唆している（レッドフィールドが最初に提案したメカニズムの一つとは反対）。しかし、その後のフィードバックメカニズムのモデル化、特に硝酸塩-リン結合の流動は、現在の我々の栄養塩流動に関する知識の不足によりこれらの結果は混乱しているものの、彼が提案した生物学的フィードバック平衡のメカニズムを支持している。 
海洋では、バイオマスの大部分が窒素が豊富なプランクトンであることがわかっている。これらのプランクトンの多くは、似たような化学組成を持つ他のプランクトンのバイオマスによって消費される。その結果、全世界の海洋中プランクトンの窒素とリンの比率は、平均して約16:1であることが経験的にわかっている。これらの生物が海の内部に沈むと、そのバイオマスはバクテリアによって消費され、バクテリアは好気性条件下で有機物を酸化して、主に二酸化炭素、硝酸塩、リン酸塩などの溶存無機栄養塩を形成する。 
すべての主要な海盆内部の硝酸塩とリン酸塩の比率が非常に似ているのは、海洋の循環時間に対するこれらの元素の海洋内での滞留時間が、リンでは約10万年、窒素では約2,000年であるためと考えられる。これらの元素の滞留時間が海洋の混合時間（～1000年）よりも長いということから、海洋内部の硝酸塩とリン酸塩の比率をかなり均一に保つことになる。 
そのような議論は、なぜ比率が極めて一定であるかを説明することができる可能性があるが、なぜN:P比が16に近く、他の数字ではないのかという疑問には答えていない。 

## 用途
この比率の研究は、海洋の生物地球化学的循環を理解する上での基礎的な特性となり、生物地球化学の重要な考え方の一つとなっている。レッドフィールド比は、地球循環モデルにおける炭素と栄養塩の流れの推定に役立っている。また、制限栄養塩が存在する場合には、局所的なシステムでどの栄養塩が制限しているかを決定するのにも役立つ。また、ミシシッピ川のレッドフィールド比とメキシコ湾北部の比を比較するなど、異なる地域間の比を比較することで、植物プランクトンのブルームの形成やその後の低酸素状態を理解するために使用することもできる。N:P比の制御は、持続可能な貯水池管理のための手段となることがある。 

## 標準的なレッドフィールド比からの逸脱
レッドフィールド比は当初、大西洋のいくつかの観測点から収集した海水中の硝酸塩・リン酸塩含有量に加えて、プランクトンの元素組成の測定から経験的に導き出された。これは後に何百もの独立した観測によって裏付けられた。しかし、窒素またはリンの制限下で成長した植物プランクトンの個々の種の組成を見てみると、この窒素とリンの比率は6:1から60:1の間で大きな変動を示す。この問題を理解しながらも、海の内部の無機栄養塩のN:P比が小規模な変動が予想される平均であると述べたことを除いては、レッドフィールドはこの問題を説明しようとはしなかった。 
深海ではレッドフィールド比は非常に安定しているが、植物プランクトンはC:N:P組成に大きなばらつきを持ち、その生活戦略がC:N:P比に影響している可能性があることから、レッドフィールド比は植物プランクトンの成長のための特定の要求ではなく、一般的な平均的なものではないかと推測する研究者もいる。しかし、レッドフィールド比は原核生物と真核生物の両方に基本的に存在する恒常的なタンパク質：rRNA比に関係していることが最近明らかになった。さらに、レッドフィールド比は、異なる空間スケールで変化し、レッドフィールドの元の推定値よりも平均的にわずかに高いこと（166:20:1）が示されている。いくつかの生態系では、栄養が豊富であっても、レッドフィールド比は生態系内で優占的な植物プランクトンの種によって大きく異なることも示されている。その結果、生態系に固有のレッドフィールド比は、プランクトン群集構造の代わりとして機能する可能性がある。 
海洋の植物プランクトンなどの生物の元素組成が標準的なレッドフィールド比に一致しないという報告があるにもかかわらず、この比の基本的な概念は有効で有用であることに変わりはない。2014年には、1970年から2010年までの世界各地の調査航海から得られたレッドフィールド比の測定値を集計した論文がサイエンティフィック・データ誌に掲載された。この論文は、海の位置や時間を越えて特定のリン、炭素、窒素の研究に使用できる大規模なデータベースを提供している。 

## 拡張レッドフィールド比
カリウム、硫黄、亜鉛、銅、鉄などの他の元素も海洋化学において重要であると感じる人もいる。 
とくに鉄（Fe）は、初期の海洋生物学者たちが、鉄が海洋の基礎生産の制限要因にもなっているのではないかと仮説を立てたことから、非常に重要視されていた。その結果、このバランスの一部としてこれを含む拡張レッドフィールド比が作られた。この新しい化学量論は、比が106:16:1:0.1-0.001（C:N:P:Fe）であると示している。Feの変動が大きいのは、海の採取試料を船や科学機器により過剰なFeで汚染されたという重大な障害による。この汚染によって、鉄の濃度が高く、海洋の一次生産の制限要因ではないことを示唆する初期の証拠がもたらされてしまった。 
珪藻は、他の栄養素の中でもその殻（細胞壁）のための生物態シリカを作るために特に珪酸を必要とする。この結果、珪藻類のためにレッドフィールド・ブルゼジンスキーの栄養比が提案され、C:Si:N:P = 106:15:16:1と述べられている。基礎生産それ自体を超えて、植物プランクトンバイオマスの好気呼吸によって消費される酸素は、他の元素との予測可能な比率に従うことも示されている。O2:N比は138:106が測定されている。 